# Баррингтон, Самуэль
Самуэль Баррингтон (англ. Samuel Barrington, 1729−1800) — британский моряк, контр-адмирал, участник Семилетней и Американской революционной войн.
Четвёртый сын Джона Шюта Баррингтона, 1-го виконта Баррингтон из Беккет-холла в Шрайвенхем, в Беркшире (ныне Оксфордшир). Поступил на флот в возрасте 11 лет, и к 1747 году прошёл путь до полного капитана.

## Семилетняя война
Постоянно был в активной службе в мирные 1748−1756 годы, а с началом Семилетней войны под командованием адмирала Эдварда Хока командовал HMS Achilles на Баскском рейде.
В 1759 Achilles, после двухчасового боя, взял сильный французский приватир. В экспедиции того же года на Гавр-де-Грас корабль Баррингтона отправился под флагом контр-адмирала Джорджа Родни, а в 1760 году вместе с Джоном Байроном уничтожил укрепления Луисбурга. К моменту заключения мира в 1763 году Баррингтон имел за плечами двадцать два года почти непрерывных плаваний.
в 1768 году он был назначен на фрегат HMS Venus, как гувернер герцога Камберлендского, который оставался с ним во всех чинах, от мичмана до контр-адмирала. С 1772 по 1775 год он сопровождал капитана Джона Джервиса в Россию, где они побывали в Санкт-Петербурге, осмотрели арсенал и верфи в Кронштадте и посетили яхту, спроектированную сэром Чарльзом Ноулзом для Екатерины. Затем отправились в Швецию, Данию и Северную Германию. Все это время Джервис и Баррингтон зарисовывали укрепления, планы портов и безопасных якорных стоянок. Они вернулись домой через Нидерланды, где опять изучали обширные области и делали многочисленные заметки, собирая любую полезную информацию. Он и Джервис предприняли частный круиз вдоль побережья Канала, заходя в порты, в том числе Брест, и делая зарисовки. Баррингтон и Джервис, позже лорд Сент-Винсент остались друзьями на протяжении всей жизни.

## Американская революционная война
Командовал в 1778 году при Сент-Люсии, где умело отразил нападение превосходящей по силам (12 кораблей против 7) французской эскадры д’Эстена.
По возвращении домой (1779) Баррингтон, как и многие, получил предложение командовать Флотом Канала, но отказался.
21 апреля 1782 года со своей эскадрой отрезал значительную часть французского конвоя, и взял 2 боевых корабля и 13 торговых судов. Среди его капитанов был Джон Джервис.
Его последней активной кампанией было снятие осады с Гибралтара в октябре 1782 года.

## Конец карьеры
На короткое время он поднял свой адмиральский флаг в 1790 году, но во французских революционных войнах не участвовал. Умер в 1800 году.

## Память
Остров Санта Фе, или остров Баррингтона, на Галапагосских островах, был назван в его честь.